# Bullia nuttalli
Bullia nuttalli is een slakkensoort uit de familie van de Nassariidae. De wetenschappelijke naam van de soort is voor het eerst geldig gepubliceerd in 1978 door Kilburn.